# 高山粉蝶蘭
高山粉蝶蘭（学名：Platanthera sachalinensis）为蘭科粉蝶蘭屬下的一个种。其种加词“sachalinensis”意为“库页的”。